# Comtat de Roucy
El comtat de Roucy fou una jurisdicció feudal del nord de França, centrada a Roucy, departament de l'Aisne (Picardia).

## Llista de comtes
vers 950-967: Renald de Roucy (Ragenold), comte de Roucy de Reims († 967)
casat amb Albarada, filla de Giselbert, duc de Lotaríngia, i de Gerberga de Saxònia (casada després amb Lluís IV de França)
967-v.1000: Gislebert de Roucy, comte de Roucy i vescomte de Reims († vers 1000), fill
Cap document contemporani esmenta el parentiu entre Gislebert i el seu successor Ebles I. Es pensava que Ebles de Roucy era fill de Gislebert i d'una filla de Guillem Cap d'Estopa duc d'Aquitània i comte de Poitiers però estudis recents proposen una nova teoria: Ebles I de Roucy seria fill d'Ebles de Poitiers (aquest era fill de Guilleme IV d'Aquitania i II de Poitiers i d'Emma de Blois) i de la filla d'Ermentruda de Roucy, germana de Giselbert de Roucy, tinguda amb Aubri II de Mâcon comte de Mâcon (el seu primer marit)
vers 1000-1033: Ebles I de Roucy, comte de Roucy i arquebisbe de Reims (1021-1033)
casat amb Beatriu d'Hainaut, filla de Renyer IV, comte de Hainaut i d'Hedwigis, filla d'Hug Capet.

### Casa de Montdidier
1033-1063: Hilduí IV de Montdidier, comte de Ramerupt i de Roucy († 1063), gendre
casat el 1031 amb Alix de Roucy (vers 1020 † 1062), filla
1063-1104: Ebles II, comte de Roucy, fill.
casat amb Sibilla d'Hauteville, filla de Robert Guiscard i de Siquelgaita de Salern
1104-1160: Hug I Cholet, comte de Roucy, fill
casat amb Riquilda de Hohenstaufen, filla de Frederic I de Staufen i d'Agnès de Francònia
1160-1180: Guiscard, comte de Roucy, fill
casat amb Elisabet de Mareuil
1180-1196: Raül I, comte de Roucy, fill
casat a Isabel de Coucy, filla de Raül I, senyor de Coucy i d'Agnès de Hainaut
1196-1200: Joan I, comte de Roucy, germà
casat amb Beatriu de Vignory
1200-???? : Enguerrand III de Coucy († 1243), senyor de Coucy, comte de Roucy
Les raons per les que fou comte no són clares; les possibilitats són:
- Perquè es va casar amb Beatriu de Vignory, vídua de Joan I
- Perquè es va casar a Eustaquia de Roucy, germana i hereva de Joan
- perquè la seva germana estava casada amb Raül I

### Casa de Pierrepont
????-???? : Eustàquia de Roucy, († 1221) filla de Robert Guiscard i germana de Raül I i de Joan I 
casada amb Robert I de Pierrepont, senyor de Pierrepont i comte de Roucy
????-1251: Joan II de Pierrepont, fill
casat en primeres noces amb Isabel de Dreux
casat en segones noces amb Joana de Dampierre
casat en terceres noces amb Maria de Dammartin († 1279)
1251-1271: Joan III de Pierrepont, fill
casat à Isabel de Mercœur
1271-1304: Jean IV de Pierrepont, fill
casat amb Joana de Dreux
1304-1346: Joan V de Pierrepont, fill
casat amb Margarita de Baumetz
1346-1364: Robert II de Pierrepont, fill
casat amb Maria d'Enghien
1364-1370: Isabel de Pierrepont, filla
casada amb Lluís de Namur
Va vendre Roucy a Lluís d'Anjou el 1370, però el seu oncle Simó va fer valer el seu dret preferent i va inicar un procediment davant el parlament de París per obtenir el comté. El procés va durar 20 ans però finalment se li va donar la raó.
1370-1384: Lluís I d'Anjou, duc d'Anjou, fill del rei Joan II de França
1384-1390: Lluís II d'Anjou, fill
1390-1392: Simó de Pierrepont, fill de Joan V
casat amb Marie de Châtillon
1392-1395: Hug II de Pierrepont, fill
casat amb Blanca de Coucy
1395-1415: Joan VI de Pierrepont, fill
casat amb Elisabet de Montagu

### Casa de Sarrebruck
1415-1459: Joana de Pierrepont, filla
casada el 1417 amb Robert III de Sarrebruck, senyor de Commercy († 1460)
1459-1492: Joan VII de Sarrebruck, fill
casat amb Caterina d'Orleans.
1492-1504: Robert IV de Sarrebruck, nebot, fils d'Amat de Sarrebruck i de Guillelma de Luxemburg
casat amb Maria d'Amboise, germana del cardenal d'Amboise. La seva filla Guillelma es va casar amb Robert III de La Mark de Bouillon

### Casa de Roye
1504-1542: Caterina de Sarrebruck, filla 
casada el 1505 amb Antoni de Roye († 1515)
1542-1551: Carles I de Roye, fill
casat el 1528 amb Magdalena de Mailly

### Casal de La Rochefoucauld
1551-1572: Carlota de Roye, filla
casada el 1557 amb Francesc III de la Rochefoucauld
1572-1589: Jossué de la Rochefoucauld, fill
1689-1605: Carles II de la Rochefoucauld, germà
casat amb Clàudia de Gontaut-Biron
1605-1680: Francesc IV de la Rochefoucauld, fill
casat amb Juliana Caterina de La Tour d'Auvergne, filla d'Enric de La Tour d'Auvergne
1680-1690: Frederic-Carles de la Rochefoucauld, fill
casada amb Elisabet de Durfort, neta d'Enric de La Tour d'Auvergne i germana de Jaume Enric de Durfort
1690-1721: Francesc V de la Rochefoucauld, fill
casat amb Caterina Francesca d'Arpajon
1721-1725: Francesc VI de la Rochefoucauld, fill
casat amb Margarita Elisabet Huguet

### Casa de Béthune
1725-1784: Marta Elisabet de la Rochefoucauld, filla
casada el 1737 amb Francesc Josep de Béthune (1719 † 1739), marquès d'Ancenis
1784-1789: Armand Josep de Béthune († 1800), marquès de Charrost
casat amb Enriqueta Adelaida del Bouchet